# 斯旺萊克 (愛達荷州)
斯旺萊克（英語：Swanlake）是位於美國愛達荷州班諾克縣的一個非建制地區。該地的面積和人口皆未知。

## 地理
斯旺萊克的座標為42°18′47″N 112°00′14″W / 42.31306°N 112.00389°W，而該地的平均海拔高度為1458米（即4783英尺）。